# 名豊観光

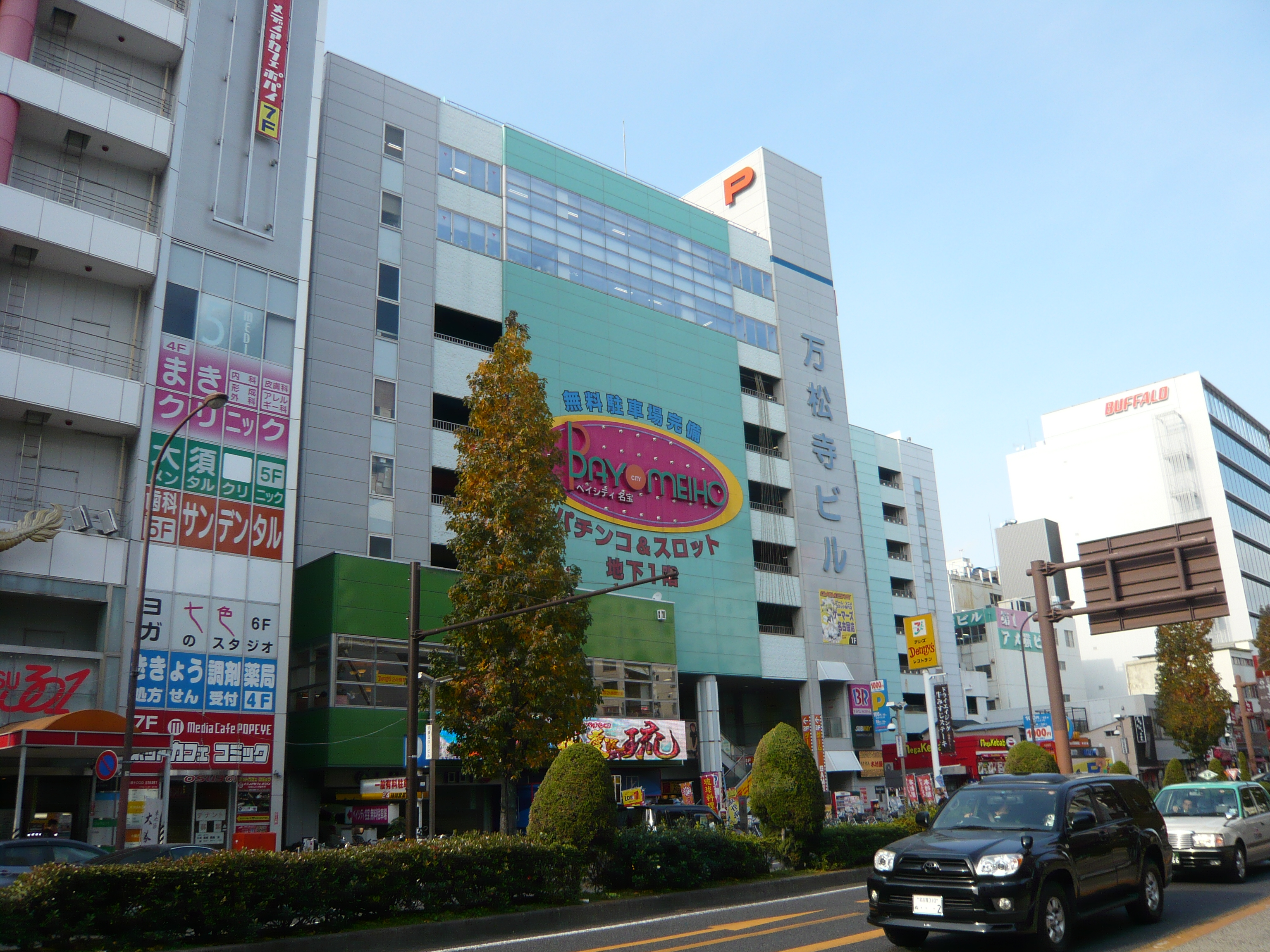
ベイシティ名宝大須店

名豊観光株式会社は、愛知県を中心に全国にパチンコチェーンを経営する企業。「名宝」、「ベイシティ名宝」、「ドットシティ名宝」、「プレイランド名宝」、「ニュー名宝」、「ワールド名宝」、「ニューワールド」各店を展開。

## 沿革
- 1972年（昭和47年） - 豊橋市牛川薬師町において名宝会館が開業する[1]。
- 2013年（平成25年） - この年より、地域貢献活動として広島市「原爆の子の像」への折鶴献納を始める[2]。毎年7月、来店客に折鶴を求め、8月の平和記念式典に合わせて現地に納めるもので、4年目の2017年（平成29年）には2万4千羽の折鶴を集めている[2]。
- 2017年（平成29年）12月 - 豊橋市船渡町の児童養護施設「豊橋平安寮」において、チャリティクリスマス会を開催[3]。
- 2020年（令和2年） - 愛知県内15店舗について、新型コロナウイルス感染症による緊急事態宣言発出に関連して4月18日より当面の間臨時休業を実施[4]。

## グループ会社
- 名豊観光株式会社
- 松栄観光株式会社
- 有限会社宝伸実業
- 国際観光株式会社
- 有限会社松田商事
- 株式会社エム
- 株式会社ノアコーポレーション
- 株式会社メック

## 店舗
- 愛知県 - 10店舗
- 沖縄県 - 1店舗
- 和歌山県 - 1店舗
- かつて北海道にも展開していたがすでに撤退。(ドットシティ名宝厚別、豊平、琴似、菊水、虹ヶ丘の各店舗)

## CM
東海地区では「待斬内蔵（まちきれ ないぞう）」という侍が活躍するCMが有名で、ナゴヤドームにも彼の写真を使った看板がある。（2008年2月からは、社名ロゴHPアドレスのみのシンプルなものに変更されている）別のキャラクターも存在し、2005年8月〜「めで隊セブン」2006年8月〜「めでたい家の人々」と毎年新しいキャラクターも登場している。2007年9月〜は新キャラクター「めでたいキングス」が登場した。2008年6月からの待斬内蔵役が黒須銀二からにいみ啓介に変更されている。
なお、1980年代には島田洋七を、2000年代にはデヴィ・スカルノをCMキャラクターに起用していたこともある。
かつては、東海ラジオやCBCラジオでもラジオCMとして流れており、（内容は『まちきれないデー』や『めでたいデー』や普通のCMとなる。）東海ラジオのガッツナイター、CBCラジオのCBCドラゴンズナイターのスポンサーについていた。かつて北海道にも展開していた頃はuhbニュースのスポンサー契約もしていた。

## イベント
毎月4の付く日に『まちきれないデー』を開催（待斬内蔵がイメージキャラクター）。